# Jurgamyšskij rajon
Lo Jurgamyšskij rajon (in russo Юргамышский район?) è un rajon dell'Oblast' di Kurgan, nel Bassopiano della Siberia occidentale.